# پادشاهی آرام-دمشق
پادشاهی آرام-دمشق (به انگلیسی: Kingdom of Aram-Damascus) یک حکومت آرامی‌ها بود که از اواخر قرن دوازدهم قبل از میلاد تا سال ۷۳۲ قبل از میلاد وجود داشت و در اطراف شهر دمشق در شام جنوبی متمرکز بود. در کنار سرزمین‌های قبیله‌ای مختلف، در سال‌های آخر خود توسط سیاست‌های امپراتوری آشور از شمال، عمون از جنوب، و پادشاهی شمالی اسرائیل از غرب محدود شد.